# Prva makedonska fudbalska liga 2008-2009
L'edizione 2008-2009 della Prva makedonska fudbalska liga vide la vittoria finale del Makedonija Gjorče Petrov, che conquista il suo primo titolo.
Capocannoniere del torneo fu Ivica Gligorovski del Milano Kumanovo con 14 reti.

## Squadre partecipanti
| Squadra         | Città     |
| --------------- | --------- |
| Baškimi         | Kumanovo  |
| Makedonija G.P. | Skopje    |
| Metalurg Skopje | Skopje    |
| Milano Kumanovo | Kumanovo  |
| Napredok        | Kičevo    |
| Pelister        | Bitola    |
| Pobeda          | Prilep    |
| Rabotnički      | Skopje    |
| Renova          | Džepčište |
| Sileks Kratovo  | Kratovo   |
| Turnovo         | Turnovo   |
| Vardar          | Skopje    |

## Classifica finale
|     | Classifica         | G  | V  | N  | P  | GF | GS | Dif | Pt |
| --- | ------------------ | -- | -- | -- | -- | -- | -- | --- | -- |
| 1.  | Makedonija G.P.    | 30 | 17 | 10 | 3  | 46 | 15 | +31 | 61 |
| 2.  | Milano Kumanovo    | 30 | 17 | 4  | 9  | 48 | 35 | +13 | 55 |
| 3.  | Renova             | 30 | 14 | 12 | 4  | 41 | 26 | +15 | 54 |
| 4.  | Rabotnički (C)(CM) | 30 | 13 | 8  | 9  | 40 | 25 | +15 | 47 |
| 5.  | Vardar             | 30 | 11 | 12 | 7  | 35 | 23 | +12 | 45 |
| 6.  | Turnovo            | 30 | 9  | 10 | 11 | 25 | 39 | -14 | 37 |
| 7.  | Sileks Kratovo     | 30 | 9  | 9  | 12 | 38 | 41 | -3  | 36 |
| 8.  | Pobeda             | 30 | 8  | 8  | 14 | 31 | 47 | -16 | 32 |
| 9.  | Metalurg Skopje    | 30 | 6  | 11 | 13 | 25 | 35 | -10 | 29 |
| 10. | Pelister           | 30 | 7  | 7  | 16 | 25 | 42 | -17 | 28 |
| 11. | Napredok           | 30 | 4  | 9  | 17 | 26 | 52 | -16 | 21 |
| 12. | Baškimi            |    |    |    |    |    |    |     |    |

- (C) Campione nella stagione precedente
- (CM) vince la Coppa nazionale

### Verdetti
- Makedonija Gjorče Petrov Campione di Macedonia 2008-2009.
- Napredok retrocesso in Vtora Liga.
- Metalurg Skopje e Pelister salve dopo i playout.
- Baškimi ritirato.

### Qualificazioni alle Coppe europee
- UEFA Champions League 2009-2010: Makedonija Gjorče Petrov ammesso al Secondo turno preliminare.
- UEFA Europa League 2009-2010: Renova ammesso al primo turno preliminare, Milano Kumanovo e Rabotnički ammesse al secondo.